# George Ezra
George Ezra Barnett (Hertford, 7 juni 1993) is een Britse singer-songwriter.

## Levensloop
Barnett werd geboren in Hertford, Hertfordshire. Zijn ouders waren leraren, zijn vader Paul gaf les aan de Barnwell School in Stevenage. Barnett ging naar de lagere school in Bengeo en vervolgens naar de Simon Balle School. Hij studeerde aan het Hertford Regional College. Barnett heeft een oudere zus genaamd Jessica die hem vergezelt op tournee, en een jongere broer genaamd Ethan, die ook een zanger en songwriter is onder de artiestennaam "Ten Tonnes."
Barnett studeerde vanaf 2011 aan het British and Irish Modern Music Institute in Bristol en had al binnen een jaar een platencontract met Columbia Records (deel van Sony Music). Zijn doorbraak kwam in 2013 met het nummer Budapest, dat in veel landen een top 10-hit werd. Het nummer kwam te staan op zijn debuutalbum Wanted on voyage, dat in juni 2014 verscheen. Eerder had Ezra al twee ep's uitgebracht.
In maart 2018 verscheen Ezra's tweede album: Staying at Tamara's. Net als zijn debuutalbum bereikte dit de eerste plaats in de Britse albumlijst. De eerste single Don't matter now werd geen grote hit, maar de opvolgende singles Paradise en Shotgun scoorden wel goed. Shotgun werd zelfs een wereldhit die in verschillende landen op nummer 1 kwam, waaronder in het Verenigd Koninkrijk en Australië. Ook in de Vlaamse Ultratop 50 en de Nederlandse Top 40 werd het een nummer 1-hit.
In januari 2022 verscheen Ezra's eerste single van zijn derde album Gold Rush Kid, genaamd Anyone For You. Het album kwam uit op 10 juni 2022. De tweede single van dat album  is Green Green Grass en werd een grote hit in onder andere Duitsland, Oostenrijk, België, Nederland en Zwitserland.

## Discografie

### Albums
| Album met eventuele hitnotering(en) in de Nederlandse Album Top 100 | Datum van verschijnen | Datum van binnenkomst | Hoogste positie | Aantal weken | Opmerkingen |
| ------------------------------------------------------------------- | --------------------- | --------------------- | --------------- | ------------ | ----------- |
| Wanted on voyage                                                    | 2014                  | 05-07-2014            | 9               | 17           |             |
| Staying at Tamara's                                                 | 2018                  | 31-03-2018            | 7               | 111          |             |
| Gold Rush Kid                                                       | 2022                  | 18-06-2022            | 5               | 19*          |             |

| Album met hitnotering(en) in de Vlaamse Ultratop 200 albums | Datum van verschijnen | Datum van binnenkomst | Hoogste positie | Aantal weken | Opmerkingen |
| ----------------------------------------------------------- | --------------------- | --------------------- | --------------- | ------------ | ----------- |
| Wanted on voyage                                            | 27-06-2014            | 05-07-2014            | 13              | 109          |             |
| Staying at Tamara's                                         | 23-03-2018            | 31-03-2018            | 19              | 115          |             |
| Gold Rush Kid                                               | 2022                  | 18-06-2022            | 6               | 26*          |             |

### Singles
| Single met eventuele hitnotering(en) in de Nederlandse Top 40 | Datum van verschijnen | Datum van binnenkomst | Hoogste positie | Aantal weken | Opmerkingen                              |
| ------------------------------------------------------------- | --------------------- | --------------------- | --------------- | ------------ | ---------------------------------------- |
| Budapest                                                      | 27-01-2014            | 15-02-2014            | 3               | 32           | Nr. 4 in de Single Top 100 / Goud        |
| Cassy O'                                                      | 2014                  | 05-07-2014            | tip5            | -            |                                          |
| Blame It on Me                                                | 2014                  | 11-10-2014            | tip2            | -            |                                          |
| Barcelona                                                     | 2015                  | 30-05-2015            | tip7            | -            |                                          |
| Don't Matter Now                                              | 2017                  | 24-06-2017            | tip4            | -            |                                          |
| Shotgun                                                       | 2018                  | 28-07-2018            | 1(2wk)          | 27           | Nr. 3 in de Single Top 100 / Alarmschijf |
| Hold My Girl                                                  | 2018                  | 08-12-2018            | tip12           | -            |                                          |
| Pretty Shining People                                         | 2019                  | 27-04-2019            | 28              | 7            |                                          |
| Anyone for You (Tiger Lily)                                   | 2022                  | 12-02-2022            | 5               | 22           |                                          |
| Green Green Grass                                             | 2022                  | 22-04-2022            | 10              | 22           | Alarmschijf                              |
| Dance All Over Me                                             | 2022                  | 16-09-2022            | tip11           |              |                                          |

| Single met hitnotering(en) in de Vlaamse Ultratop 50 | Datum van verschijnen | Datum van binnenkomst | Hoogste positie | Aantal weken | Opmerkingen                 |
| ---------------------------------------------------- | --------------------- | --------------------- | --------------- | ------------ | --------------------------- |
| Budapest                                             | 25-10-2013            | 15-02-2014            | 7               | 25           | Nr. 2 in de Radio 2 Top 30  |
| Cassy O'                                             | 07-03-2014            | 05-07-2014            | tip3            | -            |                             |
| Blame It on Me                                       | 22-09-2014            | 27-09-2014            | tip6            | -            |                             |
| Listen to the Man                                    | 10-11-2014            | 29-11-2014            | tip10           | -            |                             |
| Barcelona                                            | 10-08-2015            | 22-08-2015            | tip12           | -            |                             |
| Don't Matter Now                                     | 16-06-2017            | 01-07-2017            | tip5            | -            |                             |
| Paradise                                             | 19-01-2018            | 03-02-2018            | tip7            | -            |                             |
| Shotgun                                              | 01-06-2018            | 23-06-2018            | 1(8wk)          | 44           | Nr. 1 in de Radio 2 Top 30  |
| Hold My Girl                                         | 09-03-2018            | 19-01-2019            | 26(2wk)         | 10           | Nr. 17 in de Radio 2 Top 30 |
| Pretty Shining People                                | 02-03-2018            | 13-04-2019            | 15              | 19           |                             |
| Anyone for You (Tiger Lily)                          | 28-01-2022            | 12-02-2022            | 4               | 19           |                             |
| Green Green Grass                                    | 2022                  | 08-05-2022            | 2               | 26           |                             |
| Come On Home For Christmas                           | 2022                  | 17-12-2022            | 21              | 3            |                             |
| Dance All Over Me                                    | 2022                  | 31-01-2022            | 7               | 27*          |                             |

### NPO Radio 2 Top 2000
| Nummers met noteringen in de NPO Radio 2 Top 2000 | '14  | '15 | '16  | '17  | '18  | '19  | '20  | '21  | '22  | '23  | '24  |
| ------------------------------------------------- | ---- | --- | ---- | ---- | ---- | ---- | ---- | ---- | ---- | ---- | ---- |
| Budapest                                          | 1053 | 905 | 1421 | 1686 | 1061 | 1340 | 1698 | 1829 | 1490 | 1906 | 1991 |
| Green Green Grass                                 | ×    | ×   | ×    | ×    | ×    | ×    | ×    | ×    | -    | 1941 | -    |
| Shotgun                                           | ×    | ×   | ×    | ×    | 1148 | 945  | 1463 | 1896 | 1500 | -    | -    |

1. ↑  Een '-' betekent dat het nummer niet was genoteerd, een '×' betekent dat het nummer nog niet was uitgebracht en een vetgedrukt getal geeft de hoogste notering van een nummer aan.
2. ↑  2014 was het eerste jaar met een notering voor George Ezra.

- Bibliothèque nationale de France: cb169346959 (data)
- Gemeinsame Normdatei: 1054735336
- International Standard Name Identifier: 0000 0004 3658 4263
- Library of Congress Control Number: nb2015000868
- MusicBrainz: 2c5e2a98-d9ea-46b5-9618-d9bb4863a920
- Nationale Bibliotheek van Tsjechië: xx0187306
- Nederlandse Thesaurus van Auteursnamen: 387267042
- Virtual International Authority File: 310508702
- WorldCat: E39PBJfCrWyQKG8hDvqCBtgkDq